# كايتو آبي
كايتو آبي (باليابانية: 阿部海大) هو لاعب كرة قدم ياباني، ولد في 18 سبتمبر 1999 في كيتسوكي في اليابان.

## وصلات خارجية
- كايتو آبي على موقع رابطة كرة القدم اليابانية للمحترفين (اليابانية)
- كايتو آبي على موقع قاعدة بيانات كرة القدم.إي يو (الإنجليزية)
- كايتو آبي على موقع Soccerway.com (الإنجليزية)
- كايتو آبي على موقع عالم كرة القدم.نت (الإنجليزية)